# 전기충격기

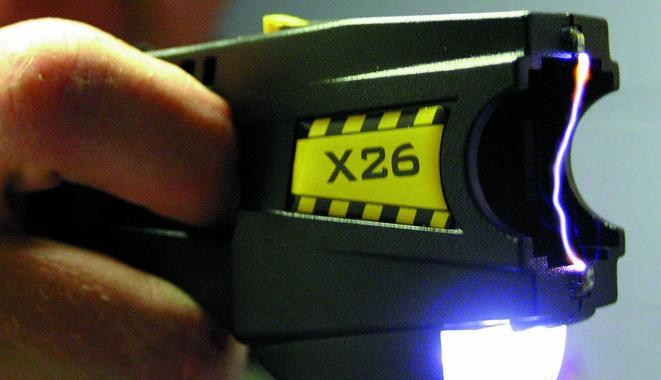
카트리지를 제거한 테이저 X26

전기충격기(Electroshock weapon)는 전기로 상대를 기절시킬 목적으로 사용되는 무기이다. 주로 경찰이 사용하며, 개인이 호신용으로 사용하기도 한다.

## 상업용 제품

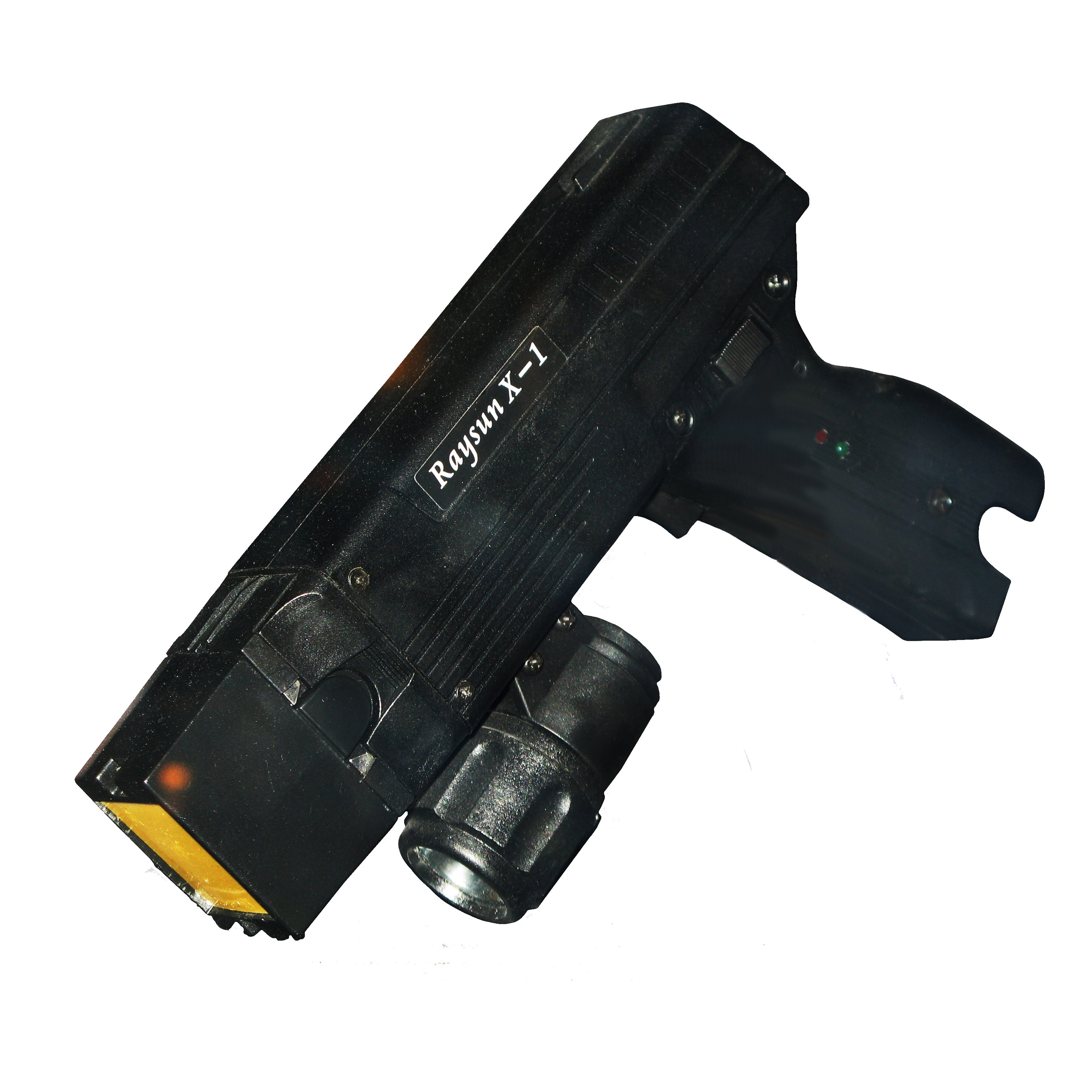
다목적 권총형 고압 충격기, Raysun X-1
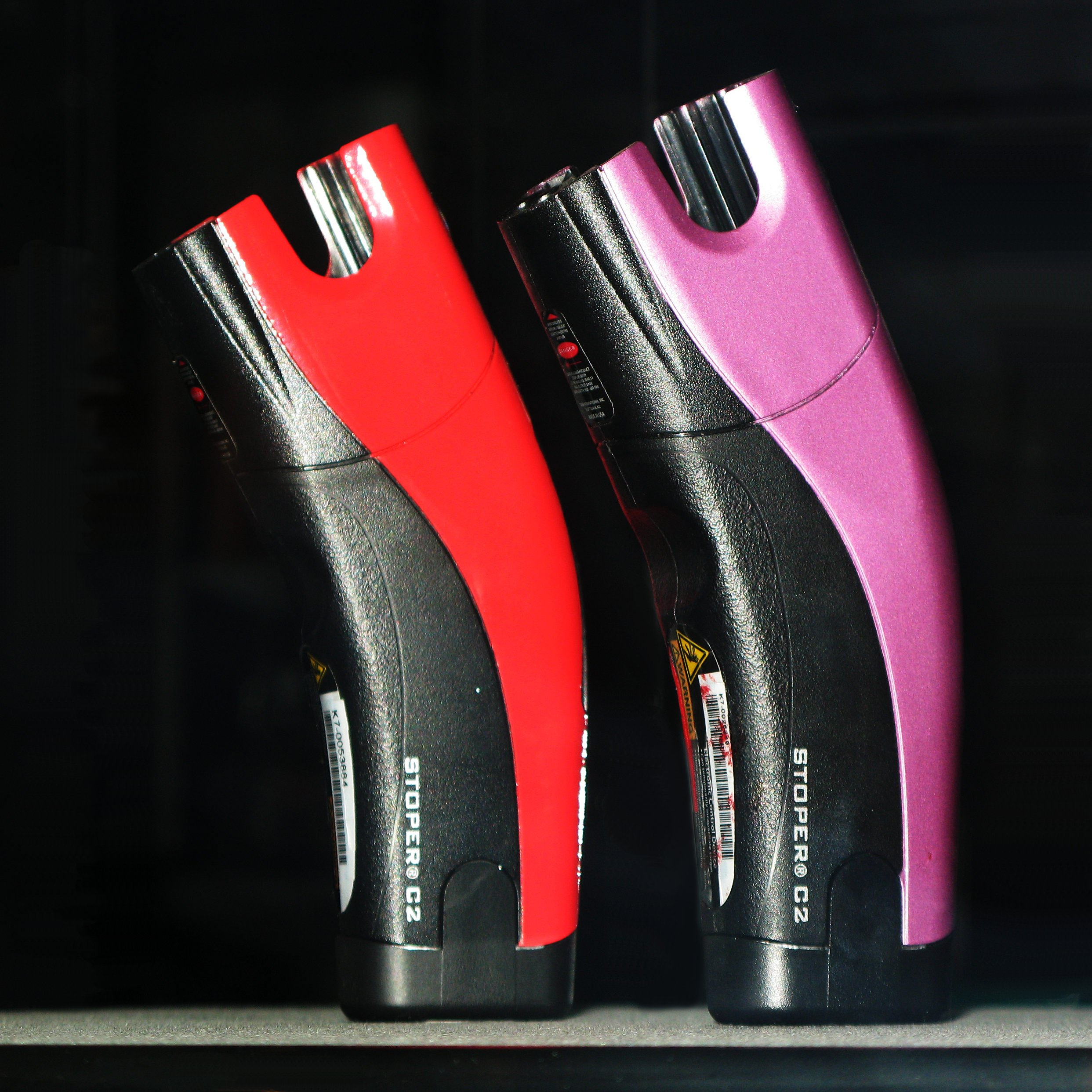
테이저 C2
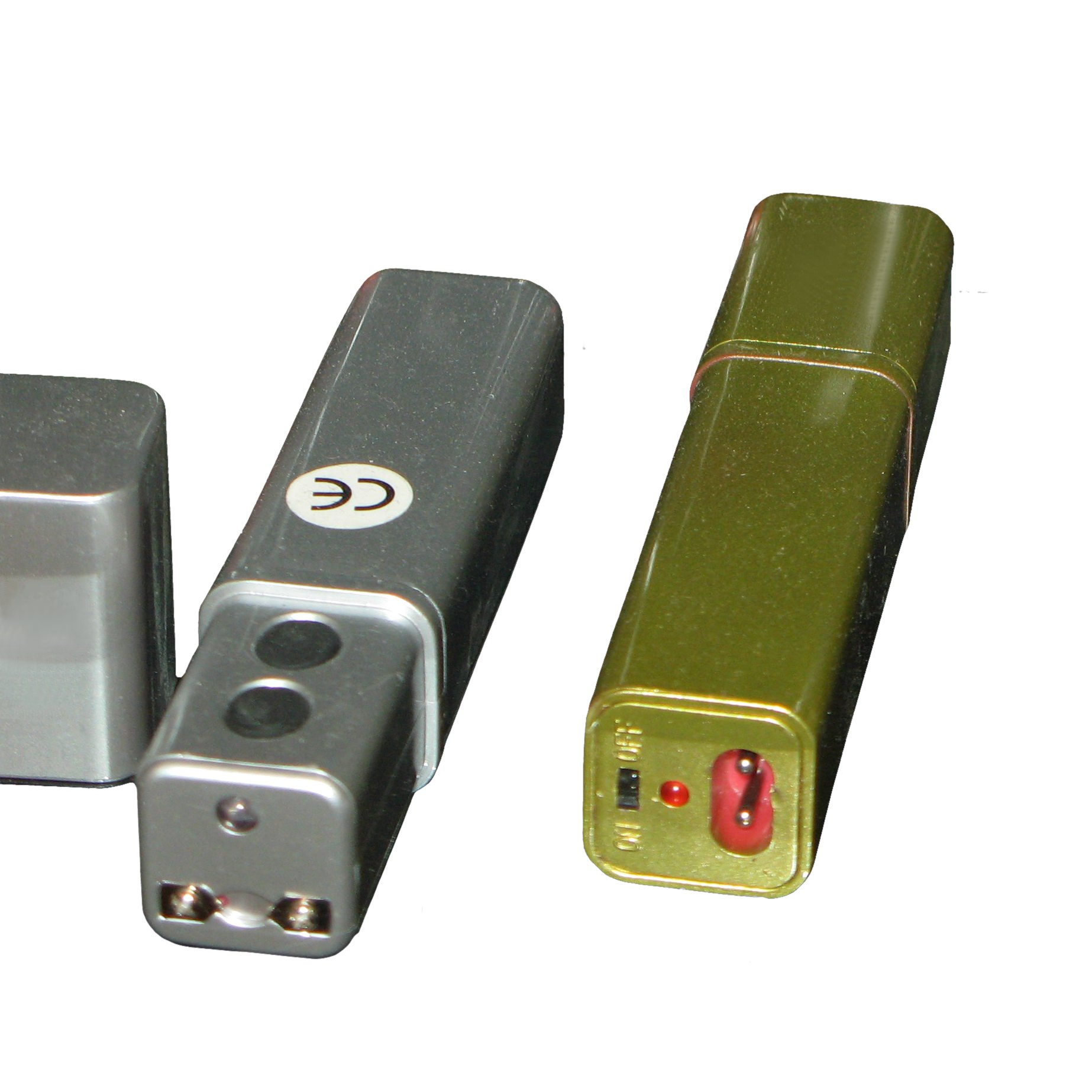
립스틱처럼 생겨서 은닉이 가능한 무기
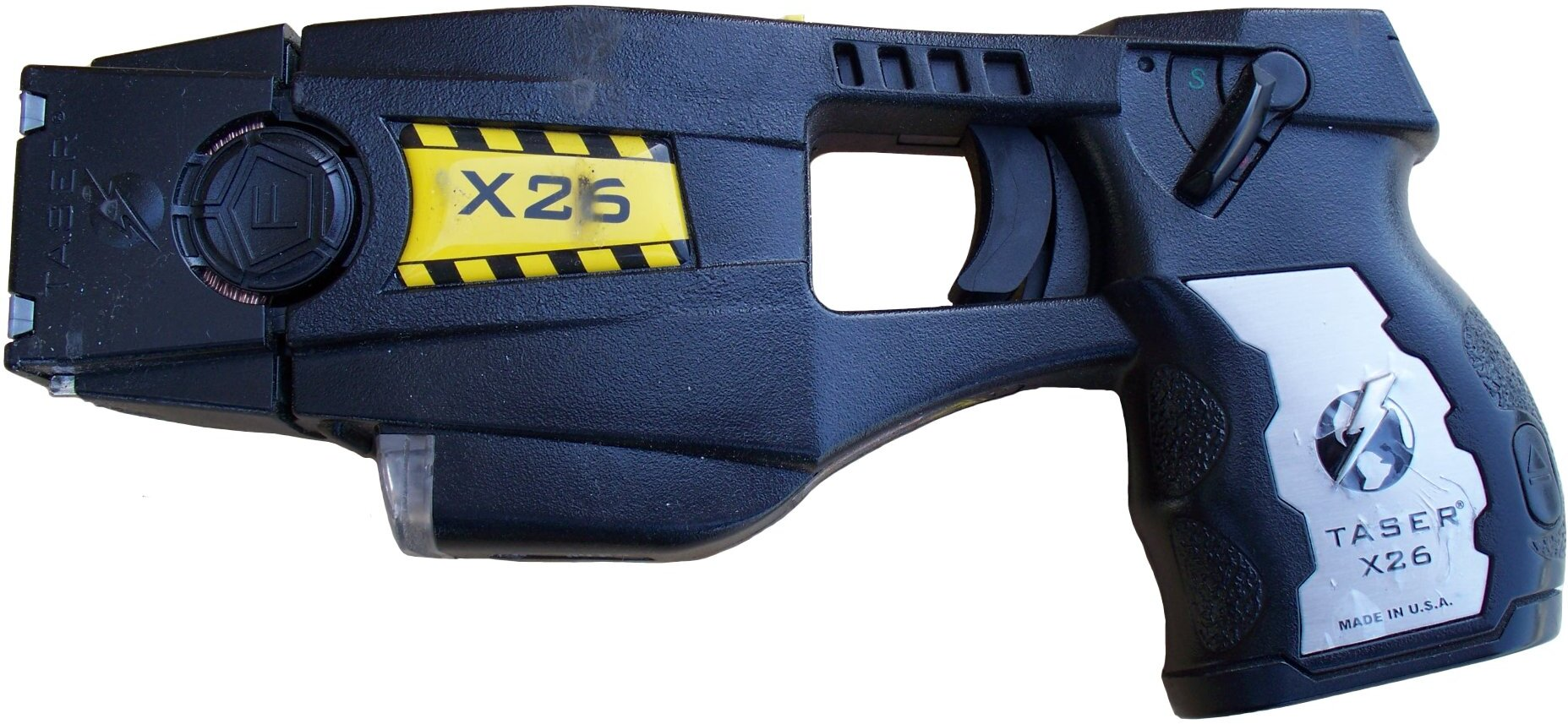
테이저 X26

## 논쟁

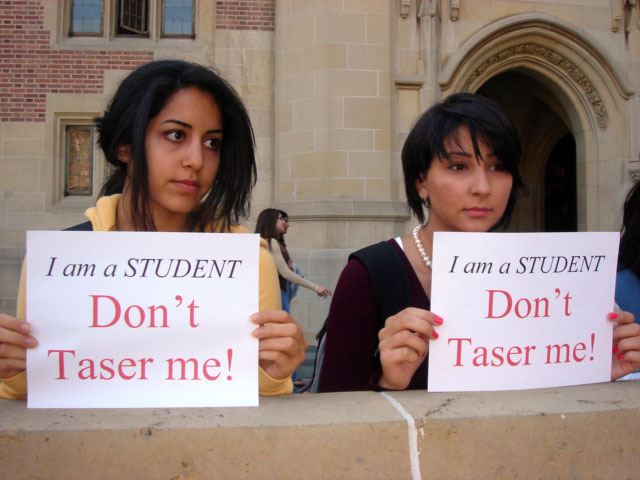
UCLA 학생들이 2006년 11월 17일 있었던 테이저 폭력 사고를 항의하고 있다.

### 전 세계
2010년 5월 13일 캐나다 CBC TV는 2001년 이후 테이저(Taser®)의 사용으로 400명이 사망했다는 보도가 있었다. 어떠한 특정 질환을 가지고 있거나, 목 및 머리, 피부 등 민감한 곳에 혹사되는 경우 어떤 건강 상 피해를 받거나 후유증이나 화상 흔적이 남아 있는 경우도 있다고 한다. 전압 뿐만 아니라 특수한 펄스 신호에 의한 것도 존재한다. 마이오토론이라는 상품명으로 알려진 모델이 이 방식으로 유명하지만, 전압식에서도 펄스 신호를 복합적으로 도입한 모델이 존재한다. 결국 어떤 형태의 모델도 전기 에너지를 사용하기 때문에 금속류를 설치한 방호복을 이용하면 위협이 되지는 못한다.

### 대한민국
2010년 5월 30일 밤 10시 40 인천시 산곡동의 한 주택가에서 만취상태로 흉기를 휘두르며 자해소동을 벌인 정 모(51)씨를 향해 경찰이 전기충격기를 발사하여, 전기 충격을 받고 쓰러지면서 자신이 갖고 있던 흉기에 복부를 찔려 치명적인 상처를 입었고 끝내 숨진 것으로 알려졌다. 이것은 국내에서 전기충격기로 인한 직간접적인 사망 사고로는 국내 최초였다.
이날 경찰이 사용한 테이저건은 사거리가 6~7m의 탐침이 발사되는 전기총으로 무려 5만V의 고압전류를 발생시키는 X26 제품이였다.
또한 2009년 7월 22일 쌍용차 파업에서도 대한민국 경찰이 진압과정에서 시위를 벌이던 노조원을 향해 테이저건을 발사해 얼굴과 엉덩이에 침을 꽂히게 했다. 4 cm 길이의 탐침을 얼굴에 맞은 한 노동자는 제거가 어려워 급히 수술이 필요한 상황이었으나, 경찰이 의료진의 출입을 불허해 3시간 여의 실랑이 끝에 치료를 받을 수 있었다.

## 같이 보기
- 테이저 건
- 분사기
- 페퍼 스프레이
- 호신용품

## 참조
1. ↑  CBC-TV (2009년 7월 23일). “Tasered”. CBC-TV. 2010년 2월 9일에 원본 문서에서 보존된 문서. 2010년 6월 9일에 확인함.
2. ↑  “경찰, 테이저건 발사후 만취자 사망…과잉대응 논란”. 뉴스한국. 2010년 6월 1일. 2021년 10월 16일에 원본 문서에서 보존된 문서. 2010년 6월 1일에 확인함.
3. ↑  여정민 기자 (2009년 7월 23일). “경찰, 대테러 진압 무기 '테이저건' 쌍용차 노동자에게 사용”. 프레시안. 2010년 6월 9일에 확인함.